# Wereldkampioenschappen veldlopen 2007
De 35e IAAF wereldkampioenschappen veldlopen vonden plaats op 24 maart 2007 in de Mombasa Golf Club in Mombassa (Kenia). Het evenement bestaat uit vier wedstrijden: mannen (12 km), vrouwen (8 km), mannen junioren (8 km) en vrouwen junioren (6 km). Op alle wedstrijden wordt er gestreden op individuele basis en een teamwedstrijd.
De "korte cross" van 4 km stond niet meer op het programma van dit wereldkampioenschap. 
Bij de vrouwen ging de titel naar Lornah Kiplagat uit Nederland, die in haar geboorteland vrijwel de ganse wedstrijd aan de leiding liep, alle tegenstandsters loste en ten slotte finishte met 24 seconden voorsprong op de uittredende wereldkampioene Tirunesh Dibaba (Ethiopië). Na afloop verklaarde Kiplagat dat dit haar laatste cross was geweest; ze zou zich nog enkel toeleggen op wegwedstrijden en marathons.
Bij de mannen leek Kenenisa Bekele uit Ethiopië voor de zesde achtereenvolgende maal de wereldtitel te pakken en in de voorlaatste ronde loste hij zijn metgezel, de Zersenay Tadese uit Eritrea. Even later kreeg Bekele een fysieke inzinking en werd voorbijgelopen door Tadesse, die de eerste wereldkampioen veldlopen van zijn land werd. Bekele moest even later zelfs opgeven. Tadesse ging aan de finish vijf Kenianen vooraf, waarvan Moses Mosop op 23 seconden tweede werd.
Bij de junioren won gastland Kenia alle medailles.

## Uitslagen

### Mannen senioren (12 km)
| Plaats | Naam                    | Land | Resultaat |
| ------ | ----------------------- | ---- | --------- |
| 1      | Zersenay Tadese         | ERI  | 35.50     |
| 2      | Moses Mosop             | KEN  | 36.13     |
| 3      | Bernard Kipyego         | KEN  | 36.37     |
| 4      | Gideon Ngatuny          | KEN  | 36.43     |
| 5      | Hosea Macharinyang      | KEN  | 36.46     |
| 6      | Michael Kipyego         | KEN  | 37.04     |
| 7      | Tadese Tola             | ETH  | 37.04     |
| 8      | Mubarak Shami           | QAT  | 37.09     |
| 9      | Edwin Soi               | KEN  | 37.27     |
| 10     | Martin Kitiyo Toroitich | UGA  | 37,31     |
| 11     | Mo Farah                | GBR  | 37,31     |
| 12     | Ahmad Abdullah          | QAT  | 37,37     |
| 13     | Damian Paul Chopa       | TAN  | 37,38     |
| 14     | Anis Selmouni           | MAR  | 37,46     |
| 15     | Markos Geneti           | ETH  | 37,49     |
| 16     | Sileshi Sihine          | ETH  | 37,49     |
| 17     | Ketema Nigusse          | ETH  | 37,57     |
| 18     | Ahmed Baday             | MAR  | 37,57     |
| 19     | Simon Koros Arusei      | KEN  | 37,57     |
| 20     | Moses Aliwa             | UGA  | 37,58     |

Team
| Medaille | Land    | Deelnemers | Punten |
| -------- | ------- | --- | ------ |
| Goud     | Kenia   | Moses Mosop (2e) Bernard Kipyego (3e) Gideon Ngatuny (4e) Hosea Macharinyang (5e) Michael Kipyego (6e) Edwin Soi (9e)             | 29     |
| Zilver   | Marokko | Anis Selmouni (14e) Ahmed Baday (18e) Abderrahim Goumri (21e) Abdelhadi El Mouaziz (31e) Mourad Marofit (33e) Brahim Beloua (35e) | 152    |
| Brons    | Oeganda | Martin Toroitich (10e) Moses Aliwa (20e) Isaac Kiprop (26e) Wilson Busienei (37e) James Kibet (39e) Francis Musani (59e)          | 191    |
|          |         | Complete uitslagen |        |

### Mannen junioren (8 km)
| Plaats | Naam                    | Land | Resultaat |
| ------ | ----------------------- | ---- | --------- |
| 1      | Asbel Kiprop            | KEN  | 24.07     |
| 2      | Vincent Kiprop Chepkok  | KEN  | 24.12     |
| 3      | Mathew Kipkoech Kisorio | KEN  | 24.23     |

Team
| Medaille | Land               | Punten |
| -------- | ------------------ | ------ |
| Goud     | Kenia              | 10     |
| Zilver   | Eritrea            | 44     |
| Brons    | Ethiopië           | 54     |
|          | Complete uitslagen |        |

### Vrouwen senioren (8 km)
| Plaats | Naam                       | Land | Resultaat |
| ------ | -------------------------- | ---- | --------- |
| 1      | Lornah Kiplagat            | NED  | 26.23     |
| 2      | Tirunesh Dibaba            | ETH  | 26.47     |
| 3      | Meselech Melkamu           | ETH  | 26.48     |
| 4      | Gelete Burka               | ETH  | 26.55     |
| 5      | Florence Kiplagat          | KEN  | 27.26     |
| 6      | Pamela Chepchumba          | KEN  | 27.34     |
| 7      | Priscah Jepleting Cherono  | KEN  | 27.39     |
| 8      | Vivian Cheruiyot           | KEN  | 28.10     |
| 9      | Simret Sultan              | ERI  | 28.16     |
| 10     | Wude Ayalew                | ETH  | 28.18     |
| 11     | Zhor El Kamch              | MAR  | 28,20     |
| 12     | Jéssica Augusto            | POR  | 28,21     |
| 13     | Fridah Chepkemoi Domongole | KEN  | 28,27     |
| 14     | Fionnuala Britton          | IRL  | 28,45     |
| 15     | Hattie Dean                | GBR  | 28,49     |
| 16     | Hayley Yelling             | GBR  | 28,48     |
| 17     | Mariem Alaoui Selsouli     | MAR  | 28,53     |
| 18     | Anna Thompson              | AUS  | 28,59     |
| 19     | Koren Jelela               | ETH  | 29,10     |
| 20     | Rosa Morató                | ESP  | 29,13     |

Team
| Medaille | Land     | Deelnemers                                                                                         | Punten |
| -------- | -------- | -------------------------------------------------------------------------------------------------- | ------ |
| Goud     | Ethiopië | Tirunesh Dibaba (2e) Meselech Melkamu (3e) Gelete Burka (4e) Wude Ayalew (10e)                     | 19     |
| Zilver   | Kenia    | Florence Kiplagat (5e) Pamela Chepchumba (6e) Priscah Jepleting Cherono (7e) Vivian Cheruiyot (8e) | 26     |
| Brons    | Marokko  | Zhor El Kamch (11e) Mariem Alaoui Selsouli (17e) Hanane Ouhaddou (33e) Malika Benlafkir (38e)      | 99     |
|          |          | Complete uitslagen                                                                                 |        |

### Vrouwen junioren (6 km)
| Plaats | Naam                     | Land | Resultaat |
| ------ | ------------------------ | ---- | --------- |
| 1      | Linet Masai              | KEN  | 20.52     |
| 2      | Mercy Jelimo Kosgei      | KEN  | 20.59     |
| 3      | Veronica Nyaruai Wanjiru | KEN  | 21.10     |

Team
| Medaille | Land                          | Punten |
| -------- | ----------------------------- | ------ |
| Goud     | Kenia                         | 13     |
| Zilver   | Eritrea                       | 33     |
| Brons    | Ethiopië                      | 36     |
|          | Complete uitslagen[dode link] |        |

1973 · 
1974 · 
1975 · 
1976 · 
1977 · 
1978 · 
1979 · 
1980 · 
1981 · 
1982 · 
1983 · 
1984 · 
1985 · 
1986 · 
1987 · 
1988 · 
1989 · 
1990 · 
1991 · 
1992 · 
1993 · 
1994 · 
1995 · 
1996 · 
1997 · 
1998 · 
1999 · 
2000 · 
2001 · 
2002 · 
2003 · 
2004 · 
2005 · 
2006 · 
2007 · 
2008 · 
2009 · 
2010 · 
2011 · 
2013 · 
2015 · 
2017 · 
2019 · 
2023 · 
2024